# Jørgen Steen Jensen
Jørgen Steen Jensen (født 1. november 1938) er en dansk historiker, numismatiker og museumsinspektør.
Jørgen Steen Jensen blev ansat på Nationalmuseet i 1958, og 1966 blev han museumsinspektør ved Den Kongelige Mønt- og Medaillesamling. 1983 efterfulgte han Otto Mørkholm som overinspektør og leder af samlingen.
Han har redigeret og skrevet en række bøger fortrinsvis om numismatiske emner bl.a. Hertug Hans den Yngre (1971),  Tusindtallets danske mønter (red., 1995) og Danske mønter og sedler – krone og øre fra 1875 til i dag (2001). I 1978 blev han redaktør af Nordisk Numismatisk Unions medlemsblad, stilling han beholdt til 2002.
Han blev i 1981 medlem af Det kongelige danske Selskab for Fædrelandets Historie, og var dette selskabs sekretær i perioden 22. marts 1995 – 22. marts 2000. I 2001 blev han indvalgt i Videnskabernes Selskab. 1989 blev han Ridder af Dannebrog og bærer også Nordstjerneordenen.
Jørgen Steen Jensen er gift med Inge Lise Pedersen.